# Die Stadt gehört wieder mir
Die Stadt gehört wieder mir ist das vierte Album der Rapperin Fiva und das erste, das sie mit einer Begleitband, genannt „Das Phantom Orchester“, einspielte.

## Entstehung
2010 hatte Fiva, die neben ihrer Karriere als Rapperin unter anderem als Radiomoderatorin arbeitet, Rüdiger Linhof von der Band Sportfreunde Stiller interviewt. Nach dem Ende der Radiosendung entstand die Idee, gemeinsam Musik zu machen. Für dieses Album wurde eine Band namens „Das Phantom Orchester“ zusammengestellt, zu der neben Linhof auch dessen Bandkollege Florian Weber beitrat. 
Damit änderte sich das Arbeitskonzept von Fiva, das sie bei ihren vorherigen Alben angewandt hatte: Während Fiva vorher stets auf Hip-Hop-Beats gerappt hatte, wurden eigens für das Album ganze Kompositionen ausgearbeitet. Während Fiva die Texte schrieb, schrieben Linhof und Produzent Paul Rzyttka die Musik. Es fanden unter anderem Kontrabass, Synthesizer und Streicher Verwendung.

## Gestaltung
Das Cover ist ausschließlich in den Farben Schwarz, Weiß und Rot gehalten. Links ist in SWhwarz-weiß eine Zeichnung eines Keyboards zu sehen, rechts ein Lautstärkeregler, der auf einem Plattenspieler liegt. Unmittelbar vor letzterem befindet sich ein Mikrofon.

## Rezeption
Die Abendzeitung charakterisierte Die Stadt gehört wieder mir als „Wunderbares Rap-Album mit radiokompatiblem Hit als Titelsong und einem Refrain, der jeder Trennung ihre Schwere nimmt“.
Auch raptapes.de lobte das Album. Die Lieder könne man „gut durchlaufen lassen und sich an den großartigen Texten von Fiva erfreuen“. Die Künstlerin biete „schon lange lyrisch tiefgründige Texte“. Generell sei sie „eher Lyrikerin als Rapperin“.
rappers.in vergab insgesamt fünf von sechs Punkten und lobte das Konzept, das Album mit einer Begleitband einzuspielen. Als Fazit wird gezogen: „Hätte sich Fiva an ein weiteres herkömmliches Rapalbum gewagt, es hätte nicht annähernd so gut werden können. Dazu sind ihre Raptechniken wie die vieler anderer langjähriger RapperInnen viel zu überholt und ihre Stärken doch zu weit weg angesiedelt. Passender als in dieser Form hätte das Album nicht werden können. Charmante, dichterische Texte auf verspielten Instrumentals machen "Die Stadt gehört wieder mir" zu einem herrlich unbeschwerten Album, das sich sowohl nebenbei als auch genauer perfekt hören lässt und sich am Besten als absolut "rundes Ding" bezeichnen lässt, dem es an nichts fehlt.“